# 金冠戴菊
金冠戴菊（学名：Regulus satrapa）为雀形目戴菊科下的一个迁徙鸟种，分布于北美洲
。